# كراكي
كراكي (بالإنجليزية: Wader)‏ تدعى طيور الشاطئ في أمريكا الشمالية، هي مجموعة من الطيور من رتبة الزقزاقيات.